# Stereonephthya spicata
Stereonephthya spicata is een zachte koraalsoort uit de familie Alcyoniidae. De koraalsoort komt uit het geslacht Stereonephthya. Stereonephthya spicata werd in 1931 voor het eerst wetenschappelijk beschreven door Thomson & Dean. 